# Kościół św. Katarzyny Panny i Męczennicy w Kamionce Małej
Kościół św. Katarzyny Panny i Męczennicy w Kamionce Małej - świątynia rzymskokatolicka w miejscowości Kamionka Mała w powiecie limanowskim, w gminie Laskowa, pełniąca funkcję kościoła parafialnego parafii pw. św. Katarzyny. Jego patronką jest św. Katarzyna Aleksandryjska z Egiptu.

## Historia
Pierwszy kościół w Kamionce zbudowany został w XV wieku, został jednak zniszczony. Fragmenty budulca z tego obiektu zostały wykorzystane przy budowie nowej świątyni w 1778 roku. W 1790 miała miejsce pierwsza większa przebudowa kościoła - wzniesiono wówczas wieżę. Kolejna przebudowa to rok 1884 - dobudowano wówczas prezbiterium, kaplicę boczną, kruchtę i zakrystię. W tym samym roku kościół został poświęcony.

## Architektura
Jest to świątynia orientowana, jednonawowa, wzniesiona z drewna według zasad konstrukcji zrębowej, z węższym, zamkniętym trójbocznie prezbiterium, kryta gontem, pozbawiona widocznych cech stylowych. Od frontu przylega do niej kwadratowa wieża konstrukcji słupowej z niewielkim przedsionkiem, szalowana deskami. Wieża ta nieznacznie zwęża się ku górze i podzielona jest na dwie kondygnacje. Wieńczy ją baniasty hełm z latarnią. Nad nawą znajduje się jeszcze jedna, mniejsza wieżyczka na sygnaturkę.
Obok kościoła stoi kamienna dzwonnica z 1925, wzniesiona w kształcie arkady.

## Wnętrze
Wnętrze świątyni zdobi polichromia figuralna z 1857, autorstwa Ferdynanda Miklasińskiego.

### Ołtarze
ołtarz głównypochodzi z XIX wieku. Znajduje się w nim drewniana figura św. Katarzyny, otoczona tu szczególną czcią. Po bokach umieszczono posągi świętych Piotra i Pawła oraz biskupów.
ołtarze bocznepochodzą sprzed 1728 roku.
- ołtarz z rzeźbą Święty Józef z Dzieciątkiem w drewnianej sukience;
- ołtarz z obrazem Matka Boska z Dzieciątkiem;
- ołtarz z obrazem Najświętsze Serce Pana Jezusa - złożony w 1891 z elementów barokowych i rokokowych.

### Wyposażenie kościoła
Wewnątrz kościoła uwagę zwracają zabytkowe elementy jego wyposażenia:
- barokowy krucyfiks z XV wieku na belce tęczowej;
- kamienna chrzcielnica z XIX wieku, wykonana przez ludowego artystę na wzór podobnych obiektów renesansowych;
- zdobiona polichromią przedstawiającą ewangelistów ambona;
- obrazy:
  - Chrystus zmartwychwstały
  - Błogosławiona Kinga, namalowany na desce w XVII wieku;
  - Chrystus w drodze do Emaus z XVII wieku;
  - Syn marnotrawny z XVIII wieku;
  - Święty Wojciech i Święty Józef z 1797 roku;
  - Chrystus i dzieci z przełomu XVIII i XIX wieku;
  - Święty Mikołaj z przełomu XVIII i XIX wieku.
- barokowe organy, wykonane w Starym Sączu w 1683 dla kościoła w Brzezinach, następnie odkupione i przewiezione do Kamionki.